# Pierre-Alain Raphan
 (juin 2020).
Si vous disposez d'ouvrages ou d'articles de référence ou si vous connaissez des sites web de qualité traitant du thème abordé ici, merci de compléter l'article en donnant les références utiles à sa vérifiabilité et en les liant à la section « Notes et références ».
Pierre-Alain Raphan, né le 6 avril 1983 à Choisy-le-Roi (Val-de-Marne), est un homme politique français.
Membre de La République en marche (LREM), il est élu député en 2017 dans la 10e circonscription de l'Essonne.

## Biographie

### Famille
Né le 6 avril 1983 à Choisy-le-Roi (Val-de-Marne), d’une mère militaire et d’un père cadre à la SNCF, Pierre-Alain Raphan grandit à Saint-Michel-sur-Orge dans l’Essonne avec sa sœur.
Il est marié et a deux enfants. 

### Jeunesse et études
Après avoir fréquenté les établissements Lamartine, Jean Moulin et Léonard de Vinci à Saint-Michel-sur-Orge, Pierre-Alain Raphan étudie en art du spectacle, acoustique et multimédia à l'université Gustave-Eiffel où il obtient un master[Quand ?][réf. nécessaire].
Il est titulaire d'un Executive Doctorate in Business Administration (eDBA) en sciences des organisations humaines et sociales, obtenu à l'université Paul-Valéry-Montpellier. Ses travaux de recherche et sa thèse (soutenue en janvier 2019) porte sur l’impact de l'intelligence artificielle sur la démocratie.

### Parcours professionnel
De 2007 à 2015, Pierre-Alain Raphan travaille chez Accenture Technology Solutions en tant que manager d’équipe PMO (Project Management Office), il travaille sur des projets de différents secteurs (service public, énergie, banque, assurance, industrie)[réf. nécessaire].
En 2015, il crée le cabinet G&K,, cabinet de conseil spécialisé dans les transitions managériales et rejoint également le cabinet de conseil Accia Consulting dédié aux nouvelles technologies dont il est administrateur,. Pierre-Alain Raphan créé également l’éditeur de logiciel Deegee dont le produit principal est Adeesio, un logiciel de gestion d’association 100 % en ligne[réf. nécessaire].

### Passions et parcours associatif
Quatrième dan et arbitre international de taekwondo et directeur de la ligue de taekwondo de l'Essonne, Pierre-Alain Raphan a enseigné plusieurs années cette discipline dans les communes de Morsang-sur-Orge, Villabé et Corbeil-Essonnes. Il a ensuite été président du club de taekwondo de Ris-Orangis pendant dix ans avant de diriger la ligue de taekwondo de l’Essonne. Il rejoint également le comité départemental olympique et sportif (CDOS) de l’Essonne en tant qu’administrateur. C’est à ce moment qu’il est décoré de la Médaille de la jeunesse et des sports pour son engagement associatif.
Multi-instrumentiste et chanteur, Pierre-Alain Raphan évolue également dans divers groupes franciliens depuis l’âge de 10 ans. Il chante actuellement dans le Big Band Fa Music dirigé par Alain Guillard et participe au gospel dirigé par la chanteuse Sarah Khider[réf. nécessaire].

### Carrière politique

#### Investiture et élection
Il rejoint le mouvement politique d’Emmanuel Macron le 6 avril 2016. Après lui avoir envoyé une proposition de projet lié au management socio-économique (théorie d’Henri Savall) dont l’objectif est de replacer l’humain au cœur des organisations et décisions, il suggère de transformer les directions des ressources humaines en organisation des richesses humaines.
Pierre-Alain Raphan est nommé référent du mouvement La République en marche dans le 12e arrondissement de Paris où il mènera la campagne présidentielle de Macron.
Investi candidat aux législatives de 2017 dans la 10e circonscription de l'Essonne où il a grandi, il est élu député à l'issue du second tour, face à Charlotte Girard de La France insoumise.
Il est membre de la commission des Affaires Culturelles et de l'éducation.

#### Prises de position
En avril 2018, il rend un rapport comprenant des propositions sur l’emploi associatif, co-rédigé avec Marie-George Buffet.
Il soutient Cédric Villani pour les élections municipales de 2020 à Paris.
En septembre 2019, avec d'autres députés de l'aile gauche du groupe LREM, il signe une tribune appelant à répartir les migrants dans les zones rurales en pénurie de main-d'œuvre. En novembre 2019, il co-signe une tribune avec dix autres députés LREM pour s’opposer aux mesures prévues par le gouvernement sur l’immigration concernant la santé et notamment l’aide médicale d’État (AME), plaidant pour ne pas céder « à l’urgence et à la facilité ».
En janvier 2020, il rédige une proposition de loi constitutionnelle demandant l'intégration d'une charte reprenant les lois de la robotique d'Isaac Asimov au sein de la constitution.

## Liens avec l'Azerbaïdjan
Une fois élu député, Pierre-Alain Raphan s'inscrit au « groupe d'amitié France-Azerbaïdjan » de l'Assemblée nationale et en est élu président. Alors que de son propre aveu, il ignorait encore l'existence de ce pays quelques semaines auparavant, il justifie son intérêt par les performances de l'Azerbaïdjan aux Jeux olympiques de 2016 en taekwondo, sport dont il est pratiquant. Une fois à ce poste, il signe un accord avec le gouvernement azéri pour que celui-ci finance à hauteur de 2,8 millions d'euros par an une association, l'« Alliance franco-azerbaïdjanaise », dont il est le directeur. D'après Marianne, cette association serait essentiellement une officine de lobbying destinée à améliorer l'image de l'Azerbaïdjan en France. Dirigé par la famille Aliyev depuis près de trente ans et qualifié de « dictature, l’une des plus féroces au monde » lors d'une émission de Cash Investigation, ce pays est connu pour chercher activement à soudoyer des soutiens politiques dans de nombreux pays occidentaux à travers des offres de financement et autres cadeaux prestigieux au travers de sa diplomatie du caviar. En novembre 2020, La Lettre A indique que Rahman Mustafayev, ambassadeur d'Azerbaïdjan à Paris, s'est plaint auprès du cabinet de Richard Ferrand, président de l'Assemblée nationale, de l'inaction de Pierre-Alain Raphan.

## Décorations
- Médaille de la jeunesse, des sports et de l'engagement associatif[11]